# Edward, vojvoda od Kenta
Princ Edward, vojvoda od Kenta (Edward George Nicholas Paul Patrick; rođen 9. listopada 1935.) član je britanske kraljevske obitelji. Stariji je sin princa Georgea, vojvode od Kenta i princeze Marine od Grčke i Danske. Unuk je kralja Đure V., nećak kraljeva Eduarda VIII. i Đure VI., te prvi rođak kraljice Elizabete II. Po majčinoj strani, također je prvi rođak princa Filipa, vojvode od Edinburgha, što ga čini i drugim rođakom i prvim rođakom kralja Karla III.
Princ Edward nosi titulu vojvode od Kenta preko 80 godina, čime je najdugovječniji vojvoda u povijesti Ujedinjenog Kraljevstva. Naslijedio je titulu 1942. u dobi od šest godina, nakon što mu je otac poginuo u zrakoplovnoj nesreći. 
Tijekom desetljeća obavljao je brojne dužnosti u ime kraljice Elizabete II. te bio aktivan u više od 140 humanitarnih i društvenih organizacija. Bio je predsjednik All England Cluba, redovito uručujući trofeje pobjednicima Wimbledona, a do 2001. služio je kao posebni predstavnik Ujedinjenog Kraljevstva za međunarodnu trgovinu i ulaganja. Princ Edward također je supredsjednik izviđačke organizacije The Scout Association, predsjednik Kraljevskog instituta za obrambene studije (Royal United Services Institute) i Kraljevske ustanove Velike Britanije (Royal Institution of Great Britain), te od 1967. godine veliki majstor Ujedinjene velike lože Engleske. Od lipnja 1976. obnaša i dužnost kancelara Sveučilišta u Surreyju.
Velik dio njegovog javnog angažmana posvećen je sjećanju na ratove, tehnološkom napretku i razvoju britanske industrije.